# Françoise Blanchard
Françoise Denise Aline Blanchard (* 6. Juni 1954 in Saint-Mandé; † 24. Mai 2013 in Caen) war eine französische Schauspielerin.

## Leben und Karriere
Blanchard wurde 1954 in Saint-Mandé geboren. Blanchards Filmkarriere erstreckte sich von den späten 1970er Jahren bis ins Jahr 2007 mit Rollen in den unterschiedlichsten Genres. Die tragischen Umstände des frühen Todes ihres Bruders Ende der 1970er Jahre, ließ sie mit Mitte zwanzig schnell reifen. Sie entschied sich Schauspielunterricht zu nehmen und widmete der Herausforderung einer Schauspielkarriere ihre ganze Kraft. Aufgrund ihres Talents, gepaart mit ihrer Attraktivität, verpflichtete sie der Regisseur Michel Gérard 1979 für seinen Film Les joyeuses colonies de vacances in einer kleinen Nebenrolle. Jacques Peroni gab ihr ein Jahr darauf bereits die Hauptrolle in seiner Komödie Une si jolie petite fille. José Jara besetzte sie 1981 in seiner Kinoproduktion Die Oase der gefangenen Frauen. Sie spielte noch zwei weitere Hauptrollen in den Komödien von Jean-Claude Strömme und Pierre Chevalier, bevor sie der Regisseur Bruno Mattei noch im gleichen Jahr für seinen Pornofilm Caligula und Messalina verpflichtete. Freizügigkeit, vor allem aber Vielseitigkeit, waren für Françoise Blanchard kein Hindernis und so wurde sie bald zum Star der französisch-italienischen B-Movie Films, angefangen vom exotischen Thriller, über den epischen Erotikfilm, bis hin zum Horrorfilmgenre oder der intelligenten Komödie.
In den 1980er Jahren drehte sie gleich mehrfach mit den beiden Horrorfilm-Regisseuren Jess Franco und Jean Rollin. Aber auch Komödien mit den Regisseuren Richard Balducci und Bernard Menez. Ihre bekanntesten Filme zu dieser Zeit waren: The Living Dead Girl, Ein alter Dickkopf und Die Rache des Hauses Usher. 1997 spielte sie eine kleine Gastrolle in Jean-Pierre Mockys Filmkomödie Alliance cherche doigt.
Ihre Freundschaft und fruchtbare Zusammenarbeit mit dem Schauspieler und Regisseur Bernard Menez in den frühen 1980er Jahren brachte ihr im Jahr 1998 ein Engagement im Theater. Auf der Bühne in Paris spielte sie in einer Komödie von Eric Assous, an der Seite von Bernard Menez.

## Filmografie (Auswahl)

### Kino
- 1979: Les joyeuses colonies de vacances
- 1981: Die Oase der gefangenen Frauen (L'oasis des filles perdues)
- 1981: Caligula und Messalina (Caligula e Messaline)
- 1982: The Living Dead Girl (La morte vivante)
- 1982: Nero und die Huren des römischen Reiches (Nerone e Poppea)
- 1982: Les p'tites têtes
- 1985: Ein alter Dickkopf (Le facteur de Saint-Tropez)
- 1986: Der goldene Tempel der Amazonen (Les amazones du temple d'or)
- 1988: Die Rache des Hauses Usher (Revenge in the House of Usher)
- 1991: À la poursuite de Barbara
- 1997: Alliance cherche doigt
- 2007: La nuit des horloges